# Río Kizinchi
El río Kizinchi (del ruso: Кизинчи) es un río del krai de Krasnodar, en Rusia, afluente por la izquierda  del Jodz, tributario del Labá, de la cuenca hidrográfica del Kubán. 

## Curso
Tiene una longitud de 15 km y una cuenca de 52,7 km². Desemboca en el Jodz a 52 km de su desembocadura en el Labá, a la altura de Kizinka.